# Hemicordulia fidelis
Hemicordulia fidelis är en trollsländeart som beskrevs av Mclachlan 1886. Hemicordulia fidelis ingår i släktet Hemicordulia och familjen skimmertrollsländor. IUCN kategoriserar arten globalt som livskraftig. Inga underarter finns listade i Catalogue of Life.